# دانشگاه ایالتی اورگن
دانشگاه ایالتی اورگن (به انگلیسی: Oregon State University) یک دانشگاه تحقیقاتی دولتی در شهر کُروَلیس واقع در ایالت اورگن آمریکا است که در سال ۱۸۶۸ میلادی بنیان‌نهاده شده‌است و با ارائه بیش از ۲۰۰ رشتهٔ تحصیلی در مقاطع مختلف از کارشناسی تا دکترا بزرگ‌ترین دانشگاه این ایالت به‌شمار می‌رود. بودجه‌ی تحقیقاتی این دانشگاه در سال ۲۰۱۷ بیش از ۴۰۰ میلیون دلار آمریکا و بودجه کلی سالانۀ آن ۱٫۱ میلیارد دلار آمریکا بوده است.

## نگارخانه

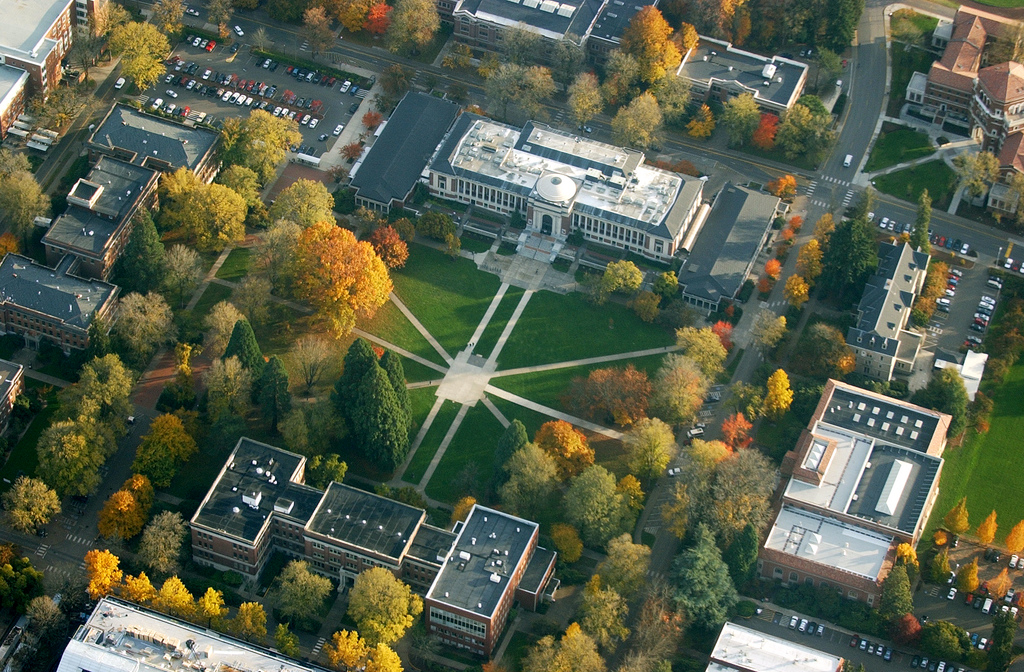
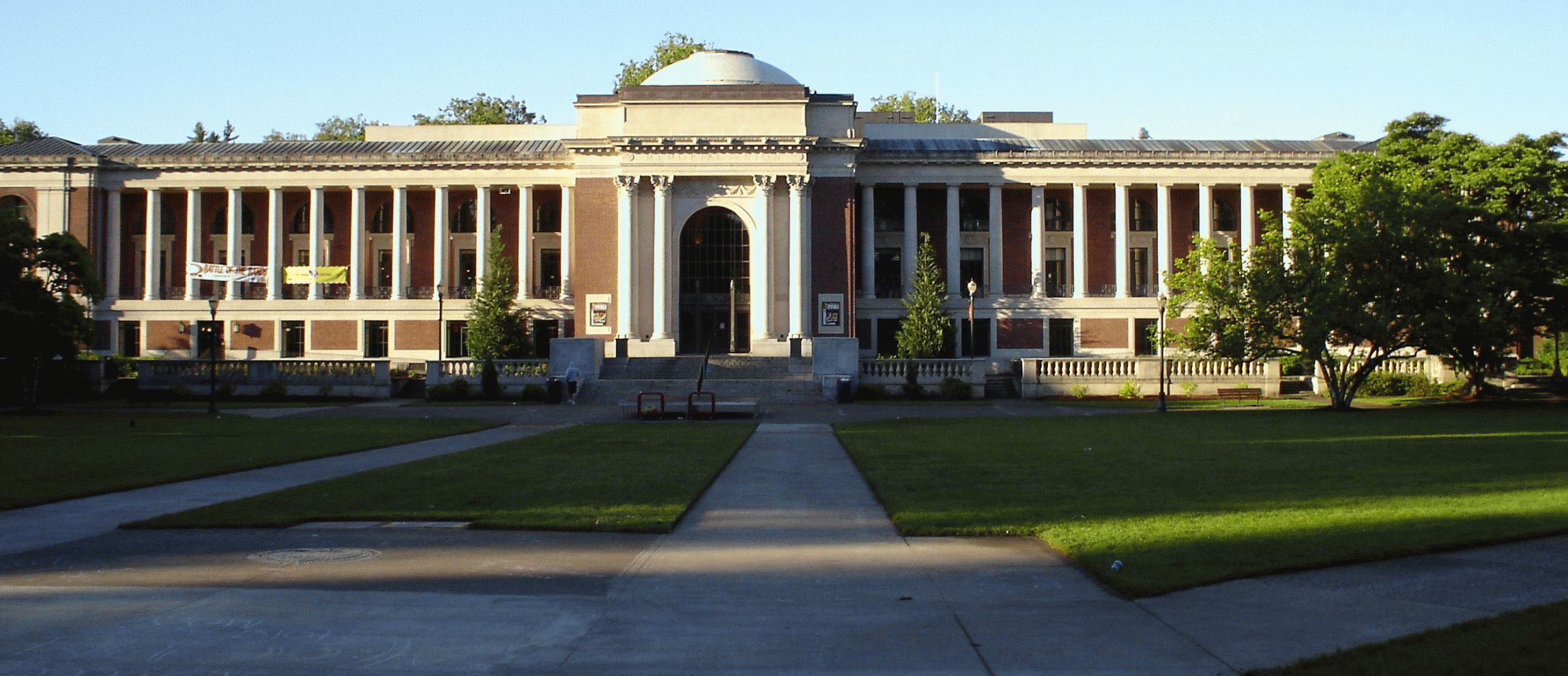
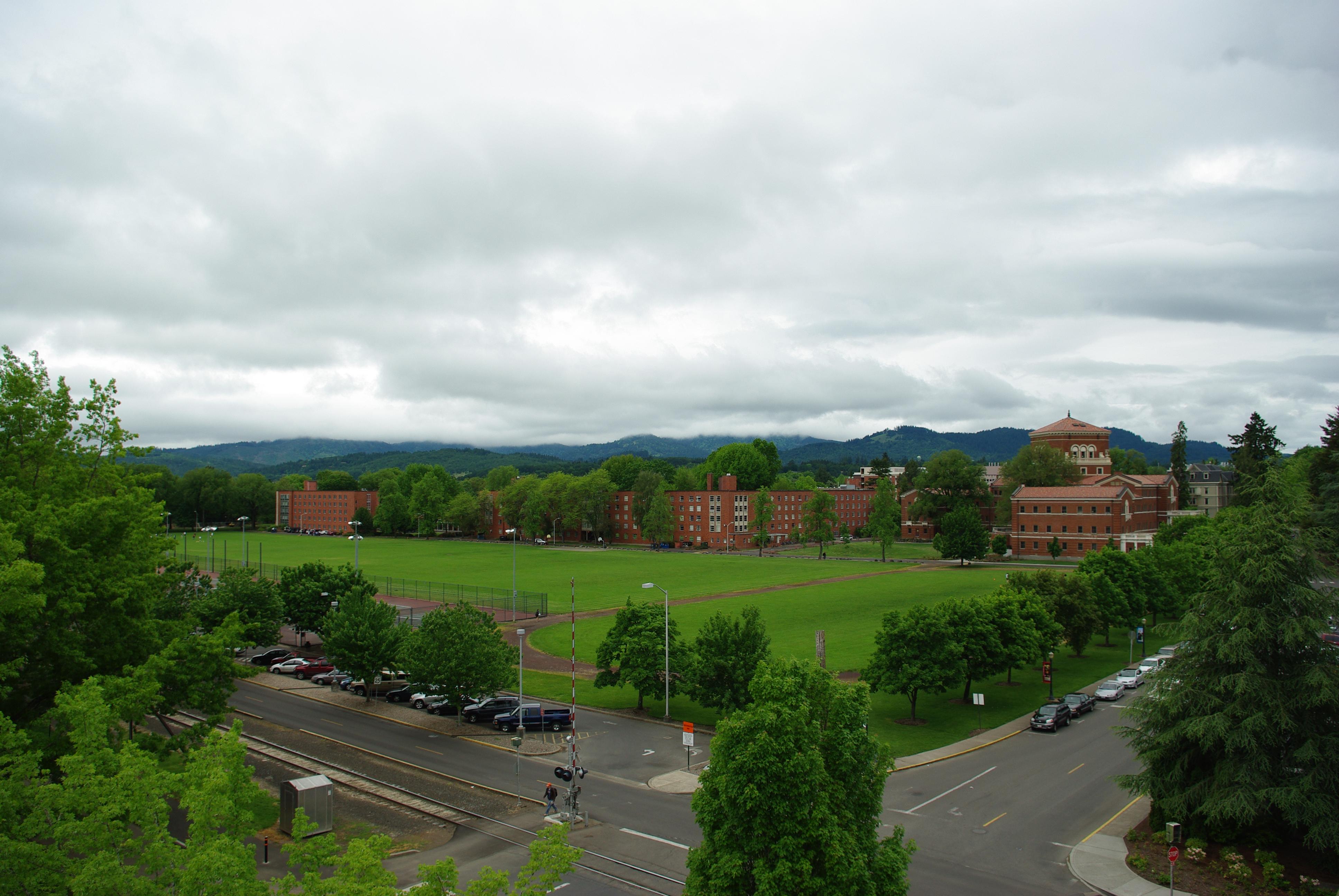
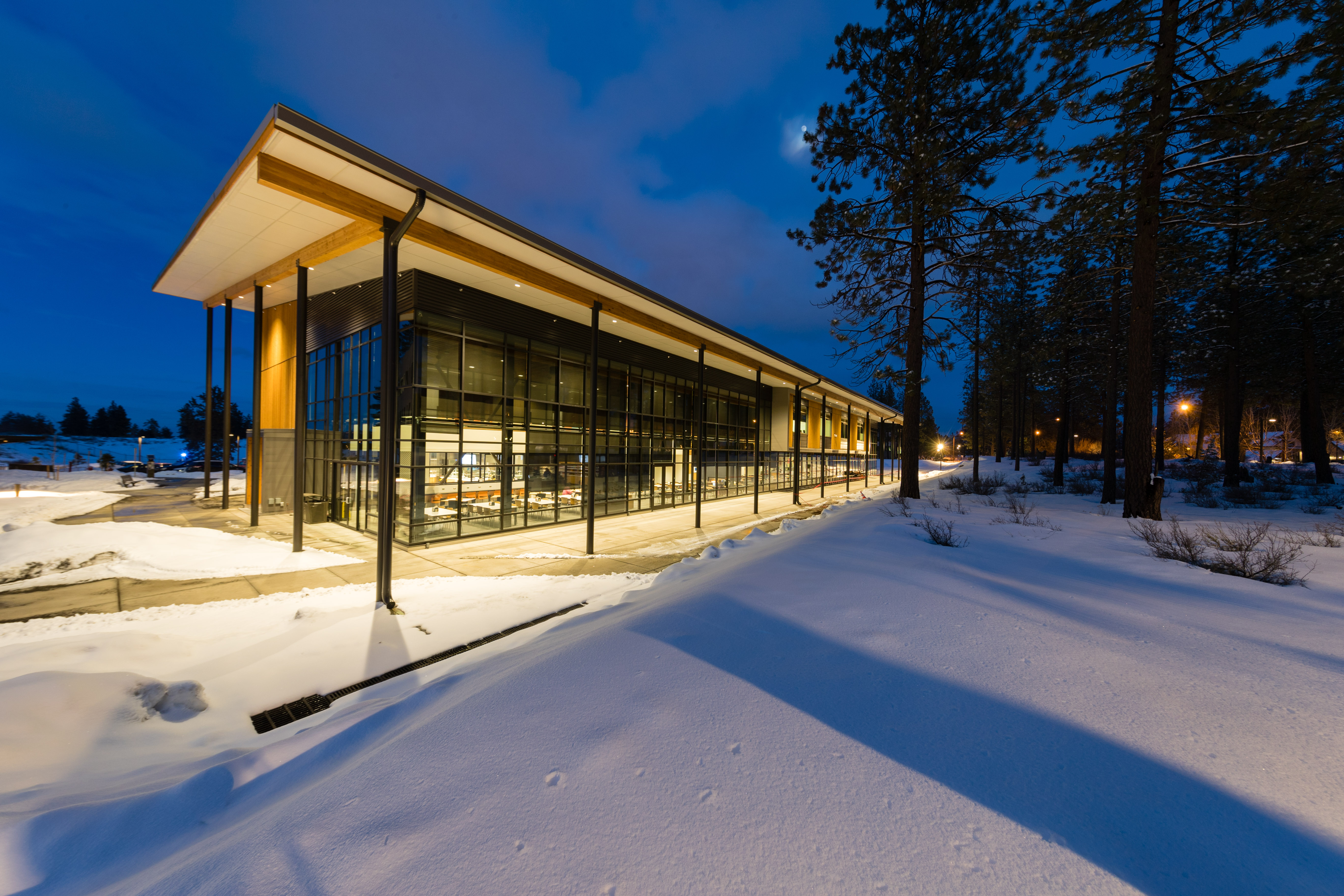
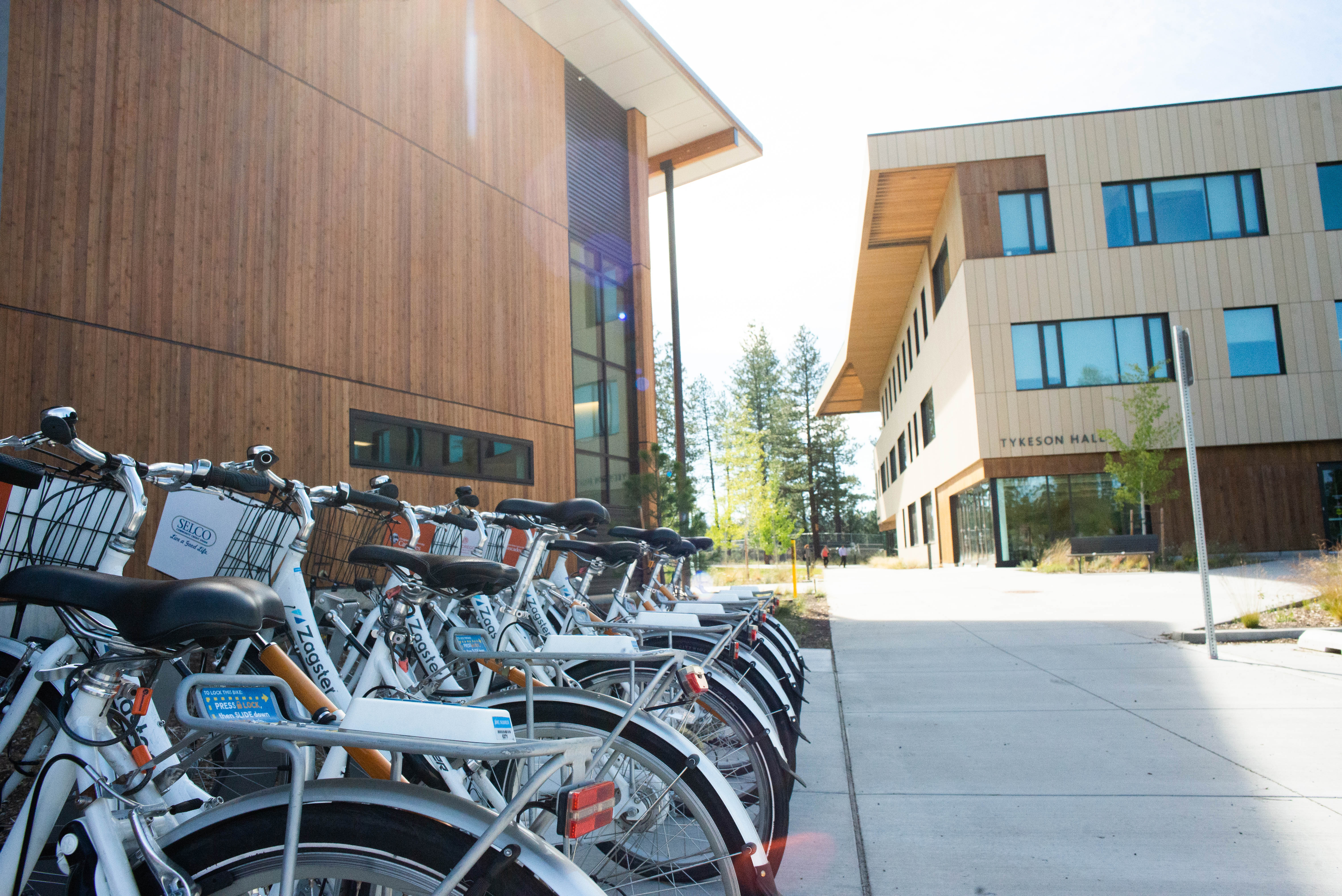
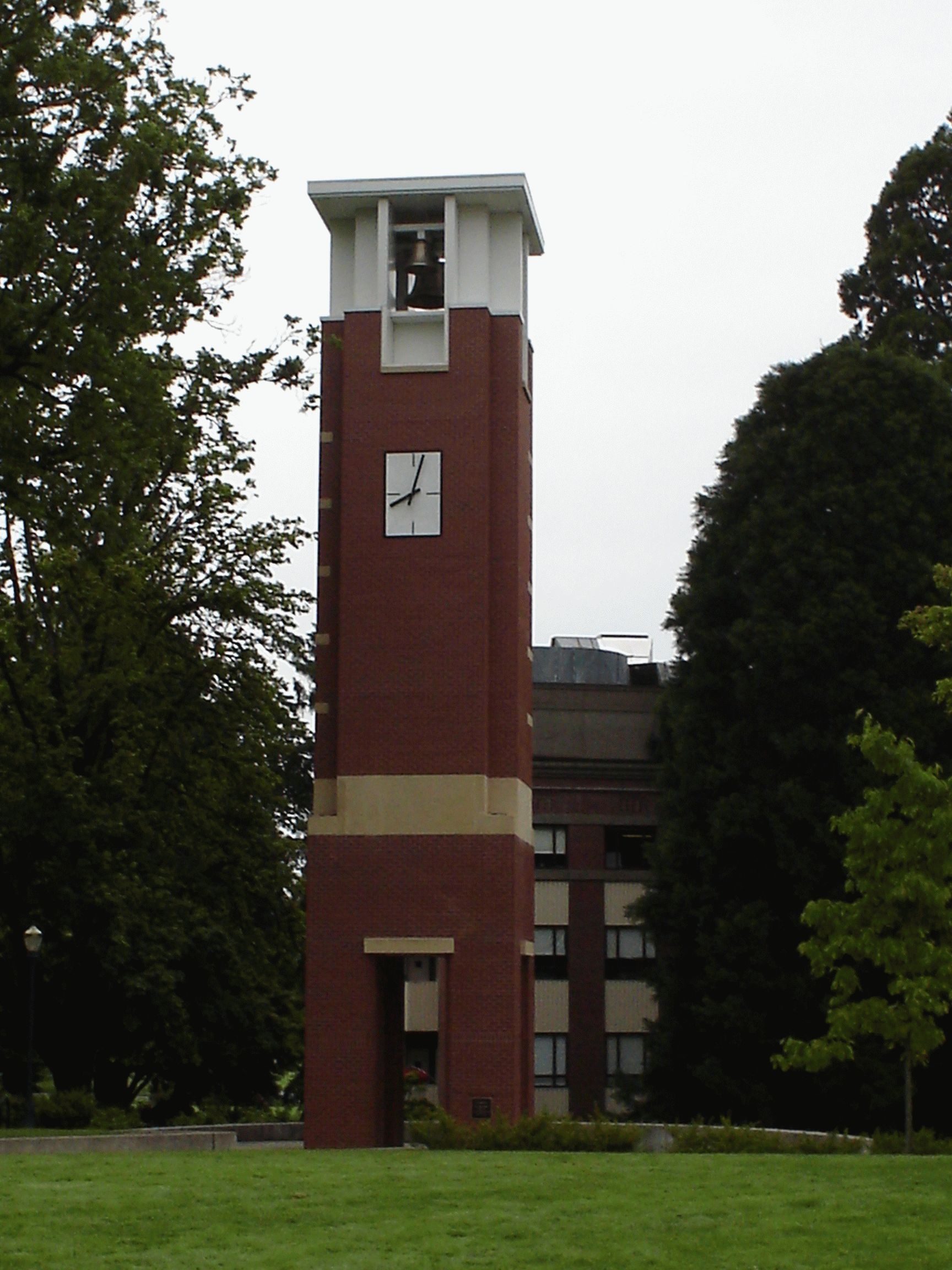